# Qubalıbalaoğlan
Qubalıbalaoğlan (ryska: Кубалыбалаоглан) är en ort i Azerbajdzjan.   Den ligger i distriktet Hacıqabul Rayonu, i den östra delen av landet, 80 km väster om huvudstaden Baku. Qubalıbalaoğlan ligger 51 meter över havet och antalet invånare är 2 865.
Terrängen runt Qubalıbalaoğlan är platt åt sydost, men åt nordväst är den kuperad. Närmaste större samhälle är Hacıqabul, 13,8 km sydväst om Qubalıbalaoğlan.
Omgivningarna runt Qubalıbalaoğlan är i huvudsak ett öppet busklandskap. Runt Qubalıbalaoğlan är det ganska tätbefolkat, med 52 invånare per kvadratkilometer.